# Асланов, Армаис Амирович
Армаис Амирович Асланов (3 мая 1923, Баку — 12 июля 1992, Глеваха, Киевская область) — советский хозяйственный, государственный и политический деятель.

## Биография
Родился 3 мая 1923 года в г. Баку в семье нефтяника. В 1941 году окончил среднюю школу № 91. Призван в ряды Вооруженных Сил СССР в октябре 1941 года. После окончания школы радистов-разведчиков (г. Тетри-Цкаро Грузинской ССР), проходил службу в 5-м радиодивизионе ОСНАЗ специальной службы войск НКВД СССР.
В годы Великой Отечественной войны проходил службу: с ноября 1941 по май 1942 года — Крымский фронт; с мая 1942 по сентябрь 1942 года — Северо-Кавказский фронт; с сентября 1942 по декабрь 1943 года — Южный фронт; с декабря 1943 по май 1945 года — 3-й Украинский фронт. Воинское звание старшина, специальность радист-разведчик. Демобилизован в августе 1946 года по инвалидности.
С октября 1946 по октябрь 1950 года работал на различных должностях в райкомах комсомола, затем до января 1967 года — в райкомах и ЦК КП Азербайджана. С февраля 1967 по январь 1974 года был заведующим курсов переподготовки руководящих партийных и советских кадров при Высшей партийной школе. С февраля 1974 и до июля 1987 года — председатель исполкома Нагорно-Карабахской автономной области (НКАО), заместитель Председателя Президиума Верховного Совета Азербайджанской ССР.
Член ЦК КП Азербайджана. Избирался депутатом Верховного Совета Азербайджанской ССР 9-11-го созывов.
С 1987 по декабрь 1991 г. пенсионер союзного значения.
Умер 12 июля 1992 г. в пос. Глеваха Васильковского района Киевской области.

## Награды
Награжден двумя орденами Трудового Красного знамени, орденом Отечественной войны 1-й степени, орденом Дружбы народов, медалями «За боевые заслуги», «За отвагу», «За оборону Кавказа», «За взятие Будапешта», «За победу над Германией», нагрудным знаком «Отличный разведчик», двумя медалями «За трудовое отличие», медалью «Ветеран труда», а также двумя Почетными грамотами Президиума Верховного Совета Азербайджанской ССР и золотой медалью ВДНХ СССР.